# Rhodoprasina
Genre
Le genre Rhodoprasina regroupe des insectes lépidoptères de la famille des Sphingidae, de la sous-famille des Smerinthinae et de la tribu des Smerinthini.

## Distribution
Le genre est connu dans toute l'Amérique du Nord. 

## Systématique
- Le genre Rhodoprasina a été décrit par les entomologistes Lionel Walter Rothschild et Karl Jordan en 1903[1].

### Taxinomie
Liste des espèces
- Rhodoprasina callantha - Jordan 1929
- Rhodoprasina corolla - Cadiou & Kitching 1990
- Rhodoprasina corrigenda - Kitching & Cadiou 1996
- Rhodoprasina floralis - (Butler 1876)
- Rhodoprasina koerferi - Brechlin, 2010
- Rhodoprasina mateji - Brechlin & Melichar, 2006
- Rhodoprasina nanlingensis - Kishida & Wang, 2003
- Rhodoprasina nenulfascia - Zhu & Wang 1997
- Rhodoprasina viksinjaevi - Brechlin, 2004
- Rhodoprasina winbrechlini - Brechlin 1996